# Nightmare - Come in un incubo
Nigthmare - Come in incubo è un film TV del 1991 con la regia di John Pasquin, protagonisti Victoria Principal e Paul Sorvino.

## Trama
L'undicenne Dana  (Danielle Harris) vive da sola con la madre divorziata, Linda (Victoria Principal). Un giorno sparisce mentre torna da scuola, e quando viene ritrovata riferisce di essere stata anche molestata sessualmente. Sulla base delle informazioni raccolte, il tenente William (Paul Sorvino) della polizia locale identifica ed arresta il maggior sospettato, che però in tribunale ottiene il rilascio su cauzione. Per vendicarsi, l'uomo telefona a Linda minacciando di rapire nuovamente sua figlia, e questa volta ucciderla assicurando che il suo corpo non sarà mai trovato. Linda va dalle autorità per chiedere aiuto, ma non c'è niente che la polizia possa fare finché non vi sia effettivamente qualche prova. Impaurita per la vita della figlia, la madre decide di prendere in mano la situazione rendendo inoffensivo il molestatore, anche con la forza.